# Stahl (Unternehmen)
Die Stahl GmbH & Co. KG war ein deutscher Hersteller von Falzmaschinen und anderer Maschinen für die Druckweiterverarbeitung. Das Unternehmen wurde 1949 als Stahl & Co. Maschinenfabrik Ludwigsburg von Kurt Stahl und Adolf Döpfert gegründet. Im Jahr 1960 wurde ein neues Werk in Neckarweihingen bezogen, wo acht Jahre später die 10.000. Maschine fertiggestellt werden konnte. Insbesondere durch das starke Wachstum in der Nachkriegszeit konnte die Weltmarktführerschaft auf dem Markt für Falzmaschinen erreicht werden. Im Januar 1991 wurde der US-amerikanische Falzmaschinenproduzent Baumfolder übernommen und durch die Übernahme der McCain-Brehmer Buchbindereimaschinen GmbH aus Leipzig 1994 konnten auch Sammelheft- und Fadenheftmaschinen dem Produktportfolio hinzugefügt werden. Stahl verlor 1999 durch eine Übernahme der Heidelberger Druckmaschinen AG für 98 Millionen Mark seine Selbständigkeit.
Nach der Übernahme durch Heidelberg wurde Stahl zu Heidelberg Finishing und später zu Heidelberg Postpress umbenannt. Das Werk in Leipzig wurde 2015 durch Heideldruck geschlossen. Im Jahr 2018 verkündete Heidelberg Postpress die geplante Übernahme des Wettbewerbers MBO aus Oppenweiler. Diese Übernahme wurde im Mai 2019 durch das Bundeskartellamt untersagt und MBO wurde 2020 durch Komori aufgekauft.